# 陳定信
陳定信（1943年7月6日—2020年6月24日），臺灣醫學家，中央研究院院士，美國國家科學院外籍院士，曾任國立臺灣大學醫學院院長。長年進行肝病研究，有「台灣肝帝」之稱。

## 生平
陳定信自國立台灣大學醫學系畢業後，認真於臨床工作與研究工作。1983年，打破台大醫院紀錄在39歲通過內科臨床教授升等。在1992年49歲時，當選中央研究院生命科學組院士，成為當時最年輕的中央研究院院士。2001年，成為國立臺灣大學醫學院院長，是1949年後唯二非博士出身的院長。2005年獲選為美國國家科學院外籍院士，當時台灣出生的美國國家科學院院士只有6人，只有他是只接受台灣本土教育而未曾出國讀書，甚至沒有碩士學位。
2005年6月20日，台大醫院東址一樓大廳樹立「倫理牆」，揭示陳定信執筆、院長林芳郁簽名之文章《我們的信念》，教導後進「為醫之道德」。
2013年，陳定信在自任教30年的台大醫學院退休，出版自傳《堅定信念：肝病世界權威陳定信的人生志業》。陳定信提倡「醫師科學家」的概念，呼籲醫師及醫學生跨足研究。
2020年中華民國總統選舉，陳定信發起支持時任中華民國總統蔡英文連任之學術界連署。2020年1月5日，台灣教授協會會長賴振昌表示，此連署是他們從2019年11月4日自主發起，短短兩個月連署人數已經達到1828人。但國立臺北藝術大學名譽教授兼一邊一國行動黨召集人楊其文公開拒絕參加連署，並撰文駁斥連署聲明中肯定蔡英文政府之詞。

### 重大貢獻

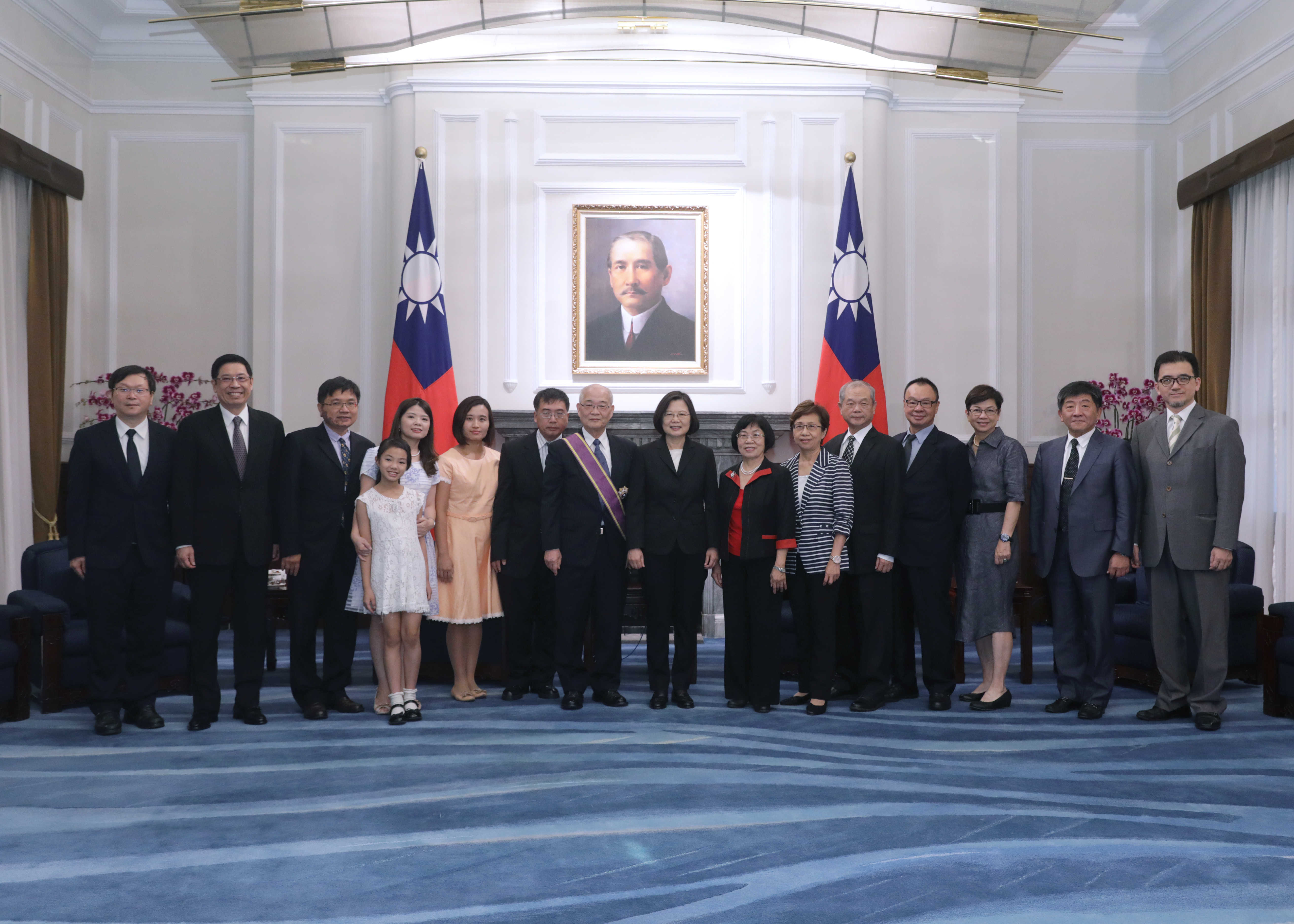
蔡英文頒授二等景星勳章予陳定信

陳定信早年跟隨有「臺灣肝炎之父」之稱的宋瑞樓教授進行研究，是發現台灣當時常見的肝炎、肝硬化、肝癌的元凶是B型肝炎病毒的人，也是發現B型肝炎病毒可以藉由母子垂直傳染的人。1978年，根據這些重大的研究成果，宋瑞樓教授呼籲政府對B型肝炎進行免疫預防，促使1981年8月13日行政院通過衛生署提出的全世界第一個病毒性肝炎防治計劃（Viral Hepatitis Control Program，VHCP）－B型肝炎防治計劃，B型肝炎疫苗的新生兒臨床試驗也開始進行。這使台灣在1984年成為世界上第一個全國新生兒大規模施打B型肝炎疫苗的地方，證明了疫苗可以預防癌症。除了B型肝炎疫苗以外，唯二可以預防癌症的人類乳突病毒疫苗就是受他所啟發。
1990年代，他和研究團隊成員的賴明陽教授討論後首創了可以根除C型肝炎的「慢性C型肝炎合併療法」，根治了許多患者，對人類有所貢獻而記載入世界各國的醫學教科書。此療法在全球風行了20年，直到2016年新型口服C肝藥物索非布韦上市才退出主流。由於此新藥物的天價多數病人難以負擔，他也建議將新藥納入健保並獲得採納。
2018年7月19日，總統蔡英文頒授「二等景星勳章」予陳定信院士，表彰他一生致力於研究及對抗肝炎，並協助政府推展B型肝炎防治的貢獻。

### 逝世
2020年3月，陳定信確診胰臟癌而入住台大醫院，即使如此，他仍在新型冠狀病毒病（COVID-19）爆發後，擔任中央研究院COVID-19研究團隊顧問。在中研院院士陳培哲的建議下參與臨床試驗，嘗試標靶療法。6月24日，陳定信因胰臟癌於台大醫院病逝，享壽76歲。

## 榮譽

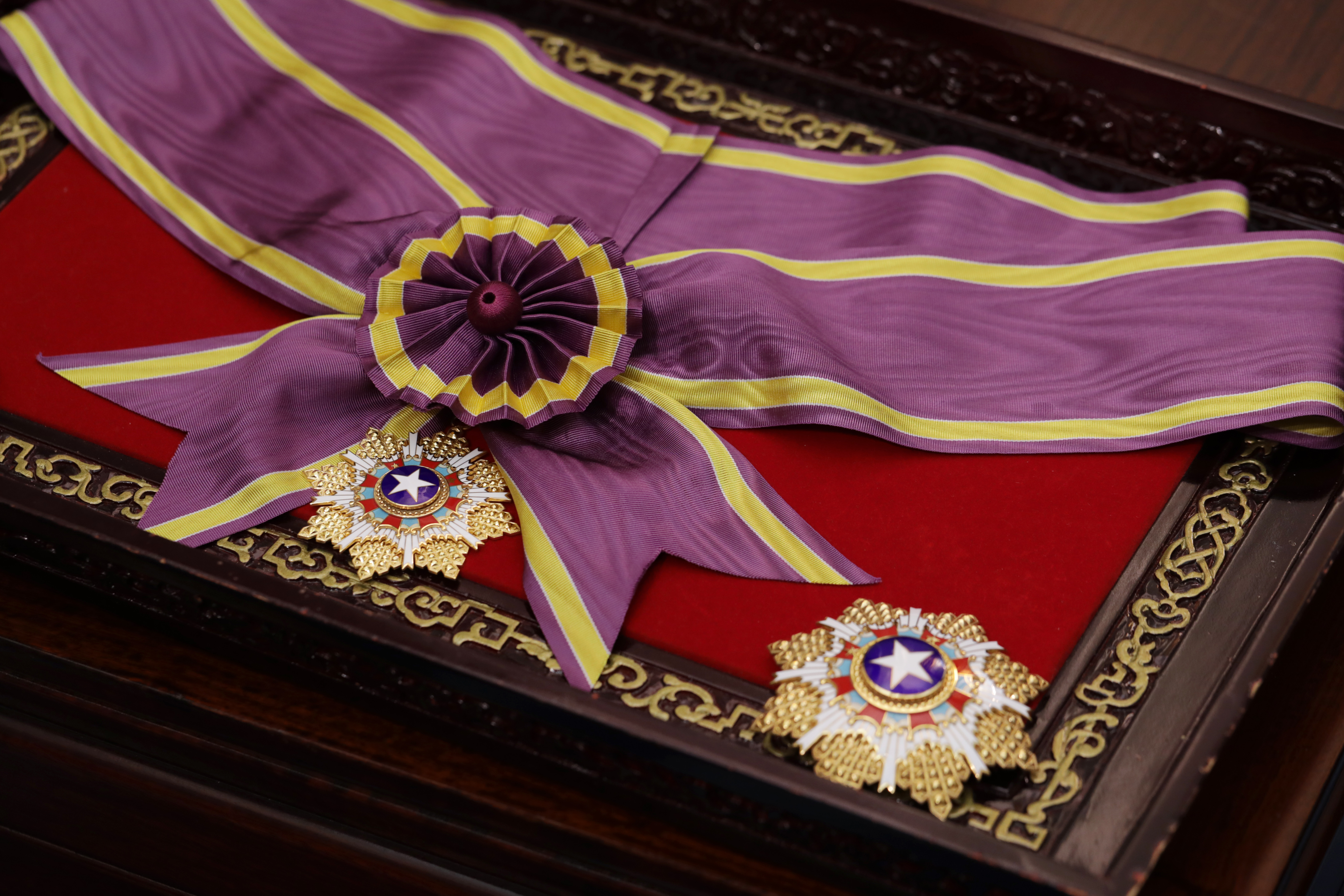
授予陳定信院士的「二等景星勳章」

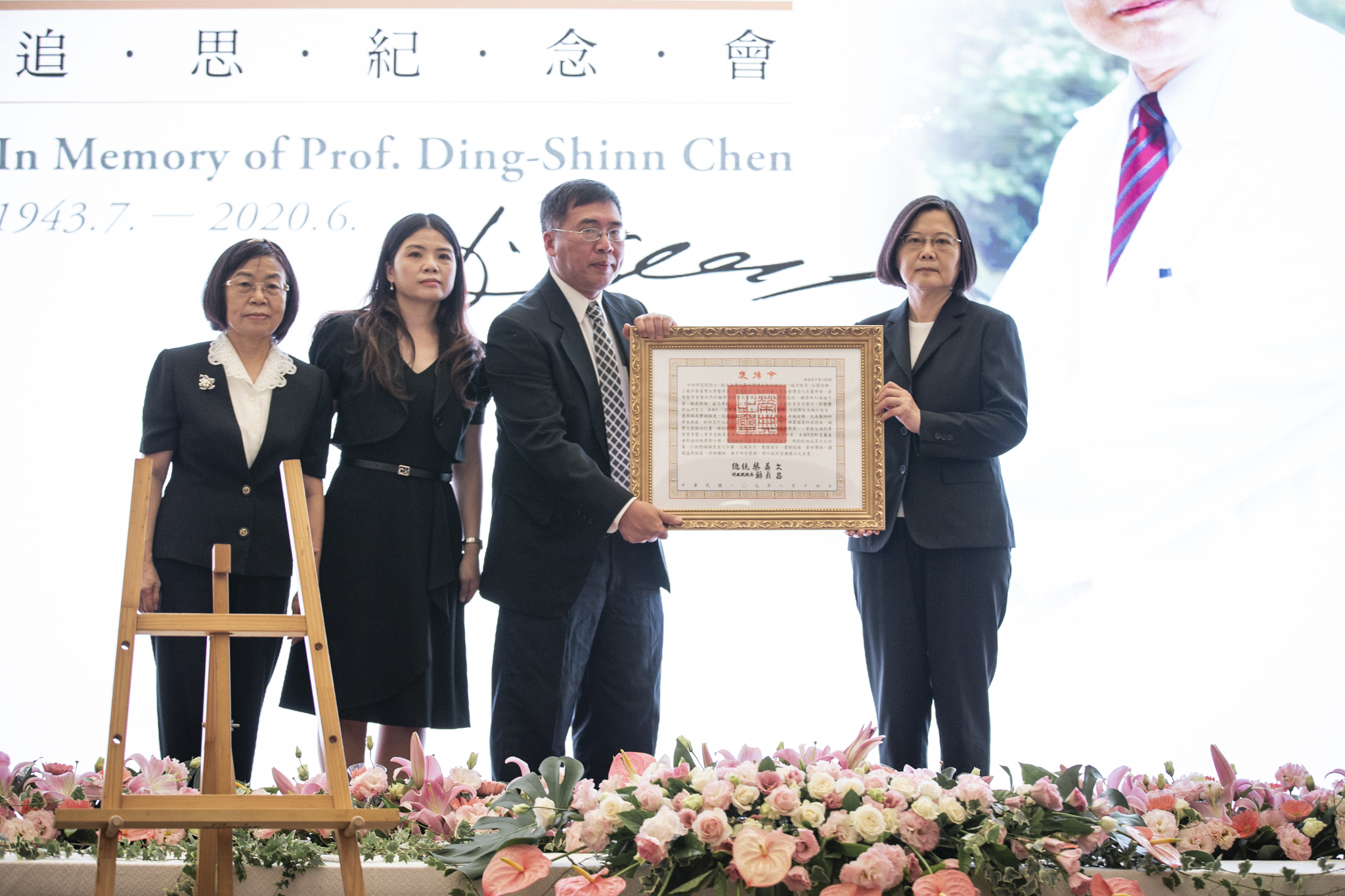
2020年8月16日，蔡英文總統出席「中央研究院陳定信院士追思會」，親頒褒揚令

### 中华民国勋章奖章
- 一等卫生福利专业奖章（卫福部）
- 二等景星勋章（2018年7月19日于台北总统府颁授[19]）

### 奖项
- 行政院傑出科學技術人才獎（1984）
- Abbott Laboratories Research Award（1986）
- 行政院國家科學委員會傑出研究獎（1987、1989、1991、1993）、特約研究計畫主持人（1995）
- 教育部學術獎（醫科）（1989）
- Grand Award, Society of Chinese Bioscientists in America（1993）
- 侯金堆先生文教基金會侯金堆傑出榮譽獎（基礎科學生物類）（1994）[20]
- 傑出人才發展基金會傑出人才講座（1995）
- 教育部國家講座（1997）
- 發展中世界科學院（TWAS）第里雅斯特科學獎（2006）
- 2007總統科學獎生命科學獎（2007）[21][22]
- 日本經濟新聞社日經亞洲獎（2010）

### 褒扬令
- 獲蔡英文總統親頒褒揚令（2020-08-16）[23]，褒揚令全文為：

中央研究院院士、國立臺灣大學特聘講座教授陳定信，端方恢奇，洽聞詳雅。少歲卒業臺灣大學醫學系，蓄志攻習，俊名早發。歷任臺灣消化系醫學會、臺灣醫學會暨世界肝臟學會理事長等職，縷析肝病傳染途徑，構築新知濬瀹平臺，振裘持領，窮思畢精。尤以掌執臺大醫學院，厚植軒秀莘莘學子，形塑醫學倫理誓念；推動B、C型肝炎篩檢，悉心專科診治究研；力促新生兒施打疫苗，盡瘁臨床實證探索，長慮遠圖，明見萬里；澤民兼善，卓越前瞻，允為醫師科學家典範。嗣規度肝疾處療指引，協策產業試劑自製；殫籌國家防疫措施，碩擘大型根治計畫，襟抱訏謨，曲突徙薪。曾獲頒總統科學獎、一等衛生福利專業獎章暨二等景星勳章等殊榮，亦獲日本經濟新聞亞洲賞、美國B型肝炎基金會布倫伯格獎等令譽，潛德勳華，望尊海宇。綜其生平，陶鈞啟迪成育才之功業，仁術懋績揚惠愛之弘聲，流風芳烈，秉操清芬；遺緒遐福，垂世傳詠。遽聞溘然殂落，悼惜彌殷，應予明令褒揚，用示政府崇禮國士之至意。

總　　　統　蔡英文　　　　

行政院院長　蘇貞昌　　　　

## 相關著作
| 時間         | 書名                                   | 作者                                                                   | 出版社   | ISBN                |
| 2013年8月1日 | 堅定信念: 肝病世界權威陳定信的人生志業 | 藍麗娟                                                                 | 天下雜誌 | ISBN 978-9862417461 |
| 2015年4月1日 | 醫界九大權威：癌症真的能預防           | 翁啟惠、陳建仁、黃俊升、 林肇堂、陳定信、陳肇隆、 熊昭、楊泮池、蔡俊明 | 聯經出版 | ISBN 978-9572985311 |

## 評價
- 「一生致力於研究和對抗肝炎的陳定信院士，昨天離我們而去，這是國家的損失，也是國際醫療學界的損失。」－蔡英文[24][4]
- 「於公，我要謝謝陳定信院士貢獻專業，拯救了台灣無數『肝苦人』。於私，當我遇到種種挑戰、甚至是不正確的質疑時，我口中的『定信兄』，更總是義無反顧，給我支持和鼓勵。這些都讓我深深感念。」－蔡英文[24]
- 中研院院長廖俊智深夜透過中研院臉書發文表示，「我們永遠懷念他！」[16][17]
- 「能來到世界肝炎研究的『麥加』演講，真是受寵若驚，也深感榮幸！」-2012年，一位義大利肝病學者在台大醫院演講時說道[7]

## 外部連結
- 生命科學組陳定信院士簡歷 （页面存档备份，存于），中央研究院

| 前任： 謝博生 | 國立臺灣大學醫學院院長 2001年8月－2007年7月 | 繼任： 楊泮池 |